# Epipremnum falcifolium
Epipremnum falcifolium — квіткова рослина, що належить до роду Epipremnum і родини Araceae.
Рідним ареалом цього виду є Борнео.
Це ліана, що росте переважно у вологому тропічному біомі.